# Alison y Peter Smithson

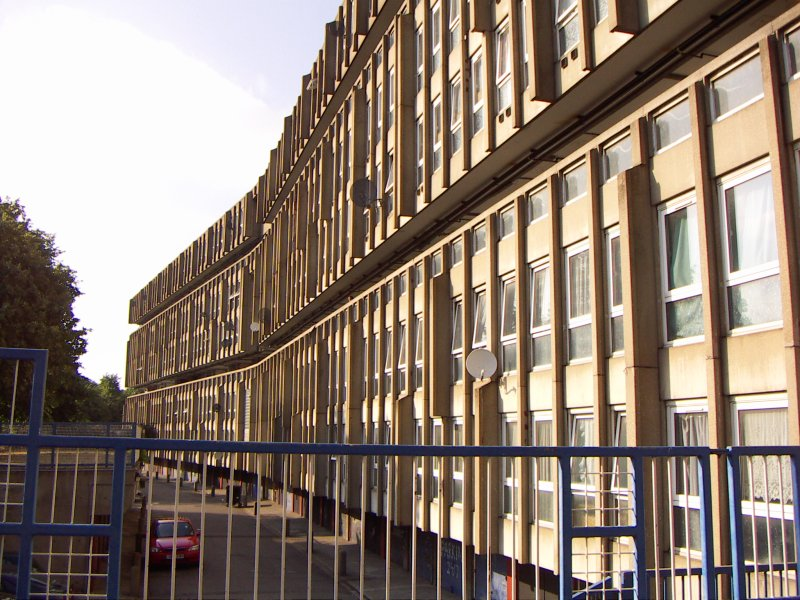
Robin Hood Gardens.

Peter Smithson (Stockton-on-Tees 1923-2003) y Alison Smithson (Alison Gill) (Sheffield 1928- 1993) fueron dos arquitectos y urbanistas ingleses que trabajaron activamente en los aspectos teóricos de la arquitectura de las décadas de los 50 y 60. Están considerados cofundadores del brutalismo y estructuralismo, y formaron parte del Team 10, un grupo de arquitectos que desde su primera reunión en 1954 ejerció, mediante sus publicaciones, una gran influencia en el urbanismo de la segunda mitad del siglo XX. En otras disciplinas artísticas, también formaron parte del Independent Group en 1956.
Los arquitectos se conocieron mientras estudiaban en la Universidad de Durham y contrajeron matrimonio en 1949, abriendo un estudio propio un año después.

## Vidas personales
Peter nació en Stockton-on-Tees, en el Condado de Durham, en el noreste de Inglaterra. Alison Margaret Gill nació en Sheffield, Yorkshire del Oeste. Peter sirvió en el cuerpo de ingenieros de Madrás en India y Burma, y luego volvió para acabar su formación de arquitecto. Ambos se conocieron mientras estudiaban arquitectura en la Universidad de Durham y se casaron en 1949. Trabajaron como asistentes técnicos temporales en el departamento de arquitectura del London County Council antes de crear su propio estudio de arquitectura en 1950.
Tuvieron tres hijos: Simon, Samantha y Soraya. Uno de sus hijos, Simon Smithson, es arquitecto y socio de Rogers Stirk Harbour + Partners.
Alison Smithson publicó la novela A Portrait of the Female Mind as a Young Girl en 1966.

## Estudios
Peter Smithson estudió arquitectura en la Universidad de Durham entre 1939 y 1948, junto con un programa en el Departamento de Planificación Urbana de dicha universidad, entre 1946 y 1948. Alison cursó sus estudios de arquitectura en la misma universidad entre 1944 y 1949.

## Obra

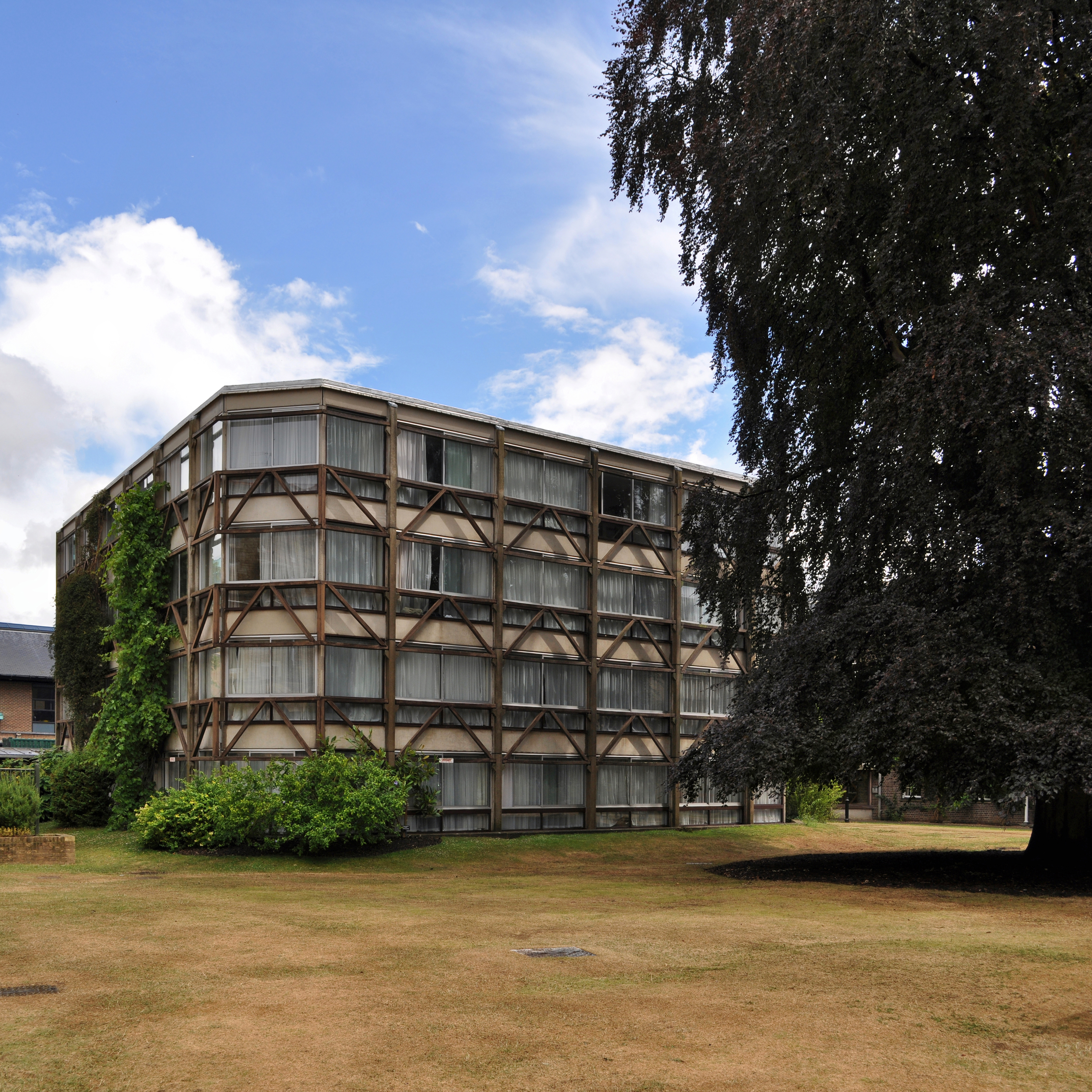
Garden building, Oxford, 1968

La importancia de esta pareja de arquitectos estriba más en su trabajo teórico sobre la arquitectura y el urbanismo que en la construcción de edificios, pero entre sus proyectos destacan el Golden Lane Housing (Londres, 1952), donde la composición abierta y compleja del barrio pretende romper con los principios de zonificación propios del racionalismo de principios de siglo, y la urbanización Robin Hood Gardens en Londres, construida entre 1966 y 1972. La disposición curvilínea y abierta de los edificios, organizados en torno a un gran jardín, materializa finalmente el concepto de lo que para los Smithson debe ser la arquitectura.

### Obra construida
Los proyectos construidos de la pareja incluyen:
- Smithdon High School, (Norfolk) (1949-1954)
- Sugden House, (Watford) (1955-1956)
- Exhibición "House of the Future" (1956)
- Edificio de la revista The Economist (Londres) (1959-1965)
- Pabellón Upper Lawn (Wiltshire, Inglaterra) (1959-1962)
- Garden building, (Oxford) (1968)
- Ampliación de la casa de Lord Kennet (Londres) (1968)
- Urbanización Robin Hood Gardens (Londres) (1969-1972)
- Escuelas de arquitectura e ingeniería de la Universidad de Bath (1988)
- Museo Cantilever-Chair de la Bauhaus (Alemania)